# Rudolf Klimmer
Andreas Georg Rudolf Klimmer (* 17. Mai 1905 in Dresden; † 26. Juli 1977 in Wuppertal) war ein deutscher Arzt und Sexualforscher, der vor allem in der DDR in der Bewegung der Homosexuellen eine wichtige Rolle spielte.
Als Sohn des Veterinärs und Professors Martin Klimmer geboren, machte Rudolf das Abitur 1925 auf dem Dresdner Annengymnasium. Dann studierte er Medizin an der Universität Leipzig. 1926 trat er in die KPD ein und brach mit dem Elternhaus. 1930 wurde er promoviert mit einer Arbeit über Gerichtsärztliche Beurteilung der Sittlichkeitsverbrechen an Kindern. Anschließend wurde er zum Nervenarzt ausgebildet, doch im Zuge der Machtergreifung der Nationalsozialisten 1933 entlassen, weshalb er als Schiffsarzt für die Hamburg-Amerika-Linie arbeitete (auf der Tacoma zur Westküste der USA sowie auf der Leverkusen nach Ostasien). Wieder in Deutschland setzte er 1934 seine Facharztausbildung fort, der unbesoldeten Assistenzarztstelle an der Universitätsnervenklinik Halle folgte schnell eine als Assistenzarzt am Stadtkrankenhaus Dresden-Löbtau. Er schloss 1935 die Facharztprüfung ab und wollte sich anschließend wieder als Schiffsarzt melden, verzichtete jedoch mit Rücksicht auf seinen Lebenspartner Karl Hausmann darauf. Klimmer arbeitete ab 1936 als Oberarzt an den Psychiatrischen Anstalten Bethel bei Bielefeld. Klimmer wurde von der NS-Justiz zwei Mal wegen Vergehen nach dem § 175 verurteilt, 1938 zu fünf Monaten und 1940 zu einem Jahr Gefängnis. Überdies erhielt Klimmer Berufsverbot: Der Deutsche Ärztegerichtshof schloss ihn am 23. März 1939 für fünf Jahre „von weiterer behandelnder Tätigkeit in der öffentlichen Fürsorge“ aus. Von 1941 bis 1945 arbeitete er in der medizinischen Forschung der Schering AG.
Im Sommer 1945 eröffnete er in Dresden-Löbtau eine Nervenarztpraxis. 1950 wurde er Chefarzt der Nervenabteilung in der dortigen Poliklinik. Klimmer trat für den Aufbau der DDR ein und wurde SED-Mitglied. 1947 reichte er bei der SED-Leitung Sachsens einen Antrag auf Streichung des § 175 ein. Das ZK der SED in Berlin lehnte den Vorstoß ab. 1953 schlug er ein Expertengespräch über die Homosexualität vor, 1954 erbat er von Walter Ulbricht eine Befassung mit der Frage, worauf dieser nicht einging. Klimmer erhielt keine Druckerlaubnis für Die Homosexualität als biologisch-soziologische Zeitfrage, weshalb er dieses Buch in Hamburg veröffentlichte. Sein Brief von 1959 an Kurt Hager blieb ebenso erfolglos. Hinter seiner Ansicht, Homosexualität sei eine natürliche Anlage, stand verdeckt auch der Schriftsteller Ludwig Renn. Als 1968 der § 175 reformiert wurde, standen dahinter eher die Theorien von Kurt Freund. Aber Klimmer erreichte, dass im neuen § 151 keine Mindeststrafe vorgesehen und Bewährungsstrafe möglich war.
Klimmer starb auf einer Westreise bei Verwandten in Wuppertal.

## Schriften
- Die Homosexualität als biologisch-soziologische Zeitfrage, Hamburg 1958